# Dollnstein
Dollnstein est une commune de Bavière (Allemagne), située dans l'arrondissement d'Eichstätt, dans le district de Haute-Bavière.